# Kempnyia brasilica
Kempnyia brasilica är en bäcksländeart som först beskrevs av Navás 1932.  Kempnyia brasilica ingår i släktet Kempnyia och familjen jättebäcksländor. Inga underarter finns listade i Catalogue of Life.